# Gumpoldskirchen
Městys Gumpoldskirchen je městys a známé vinařské místo v dolnorakouském teplotním pásmu.

## Geografie
Gumpoldskirchen sousedí s obcemi Mödling. Guntramsdorf, Gaaden, Pfaffstätten a Traiskirchen. Zastavěné území se rozprostírá v ploché Vídeňské pánvi až po lesní území Anningeru, který se již počítá do Vídeňského lesa.

### Podnebí
Gumpoldskirchen má podnebí panonské a v slunečném klimatu teplotního pásma. Vliv na zdejší podnebí má také výběžek pahorkovitého Vídeňského lesa se západními obcemi. V Gumpoldskirchenu se nalézá jedna z 250 meteorologických stanic Ústředního ústavu pro meteorologii a geodynamiku.

### Sousední obce
Na severu Gumpoldskirchen sousedí s obcí Mödling, na západě s Gaadenem, na východě s Guntramsdorfem a na jihu s Pfaffstättenem.

## Historie
- Asi před 6500 lety se zde usídlili lidé doby kamenné. Podle nejnovějších nálezů se muselo malé osídlení nacházet pod místním kostelem. Další nálezy mincí a hrobů jsou z dob římských. Potvrzují domněnku některých archeologů, že Římané opevnili ulici vedoucí na Gumpoldskirchen.
- Místo bylo poprvé zmíněno v roce 1140. Na východě Anningeru byla již v prehistorické době pěstována vinná réva. Jméno místa pochází od Gumpolda z Pasova. Již ve 14. století měl Gumpoldskirchen práva trhů a sídlo soudu.
- Obec trpěla jak za prvního tureckého obléhání, tak za třicetileté války, kdy také došlo k hospodářskému úpadku. Mezi válkami byla v roce 1559 postavena radnice a mnoho měšťanských domů, které dodnes stojí.
- Roku 1763 prodala císařovna Marie Terezie obec baronu von Moserovi.
- V 19. století přišla katastrofa v podobě mšičky révokaza (Gactylosphaera vitifolii), která sem byla zavlečena ze Severní Ameriky a rozšířila se v druhé polovině 19. století po celé Evropě. Také v Gumpoldsdorfu musely být v roce 1894 vykáceny veškeré napadené vinice.
- Koncem 18. století začala i zde industrializace. Vznikla zde knoflíkárna a podnik na zpracování hedvábného vlákna. Vznikla také koželužna a továrna na výrobky z olova. Tyto firmy pracovaly zčásti až do druhé poloviny 20. století. Dnes již ale neexistuje žádná z těchto továren. Koželužna musela zrušit provoz v osmdesátých letech pro skandály se znečišťováním životního prostředí. Životu nebezpečné chemikálie byly ukládány do netěsných sudů a ukládány do země atd. Nejprve byla továrna pod obrovským tlakem obyvatelstva zavřena, poté na základě posudku odborníků z komise pro životní prostředí zrušena pro ohrožování lidských životů.
- Také Vídeňský novoměstský kanál přispěl k hospodářskému rozvoji Gumpoldskirchenu, který pak pokračoval výstavbou rakouské Jižní dráhy otevřené v roce 1841. Při stavbě dráhy byl také postaven první rakouský železniční tunel o délce 156 metrů. Ještě dnes se v hovorovém jazyce nazývá „Busserltunnel“ (Pusinkový tunel). Přezdívka vznikla proto, že v tak krátkém čase se v relativně krátkém tunelu nedala ve vagonech rozsvítit světla.
- Po anšlusu 1938 byla obec připojena k Velké Vídni do 24. městského okresu. Teprve roku 1954 získala obec zpět samostatnost a byla začleněna do Dolního Rakouska. V druhé světové válce došlo prvního dubnového dne 1945 v prostoru Gumpoldskirchen - Guntramsdorfu k těžkým bojům mezi oddíly 6. SS pancéřové armády, jimž velel Sepp Dietrich, a sovětským třetím ukrajinským frontem pod maršálem Fjodorem Ivanovičem Tolbuchinem. Po překvapivém prolomení Tolbuchinem do jižní části Vídeňské pánve v noci z 1. na 2. dubna 2. pancéřová divize v prostoru Neusiedler See na jihu od Vídně vybudovala obrannou linii, která postačila od Gumpoldsdorfu přes Guntramsdorf a Laxenburg do Moosbrunnu. Protože Tolbuchin své vojsko od 2. do 4. dubna soustředil k západní obraně Vídně a připravoval generální útok z jihu, zůstal Gumpoldsdorf od 2. do 5. dubna součástí fronty a utrpěl především sovětským odstřelováním těžké škody.[1]
- Roku 1985 zde propukl skandál s pančováním vína diethylenglykolem. Přísnější vinařská legislativa přinutila mnoho vinařů přehodnotit svůj přístup, a došlo ke zlepšení kvality místních produktů.

## Vývoj počtu obyvatel
V roce 1971 podle sčítání obyvatel žilo v obci 2804 obyvatel, v roce 1981 2978, 1991 2982, 2001 3233 a v roce 2006 žilo zde 3282 obyvatel.
Gumpoldskirchen získal v posledních letech stále vyšší postavení mezi vinařskými obcemi. Ještě na začátku devadesátých let bylo silné lobby proti přistěhovalectví. Protože většina novostaveb se stavěla pod Jižní dráhou, byla dráha jakousi hranicí uprostřed obce. „Nad dráhou“ bylo území vinařů, „Pod dráhou“ bylo území blahobytné společnosti.

## Budovy

### Farní kostel svatého Michala
Farní kostel svatého Michala je prostorný gotický kostel. Pod kněžištěm je malá hrobka, kterou objevili teprve před několika lety.

### Zámek německého řádu
Zámek německého řádu pochází ze 14. nebo 15. století.

### Radnice
Renesanční stavba byla postavena jako hostinec rychtáře a soudce zednickým mistrem Antonem Preinerem v roce 1559. Markantní jsou arkády, jakož i věž s hodinami. Radnice je charakteristická svou výškou naproti kostelu. Během úředních hodin je možná prohlídka pilířové síně v prvním poschodí. V radnici je ještě také vězeňská cela, které není k prohlídce, protože slouží za skladiště.

### Pranýř
Pranýř stojící přímo před radnicí, byl podle doloženého nápisu postaven roku 1563. Pranýř symbolizoval trhové právo obce. Byl ale i k potrestání právem - udělením pokuty a přivázáním řetězem.

### Dům Adolfa Loose
Architekt Adolf Loos v roce 1924 postavil poblíž Gumpoldsdorfu dům a jmenoval se původně „Landhaus Spanner“ (Vypínací chalupa). Dnes se využívá jen „Heurigen“ (pod Víchou).

## Hospodářství

### Vinařství

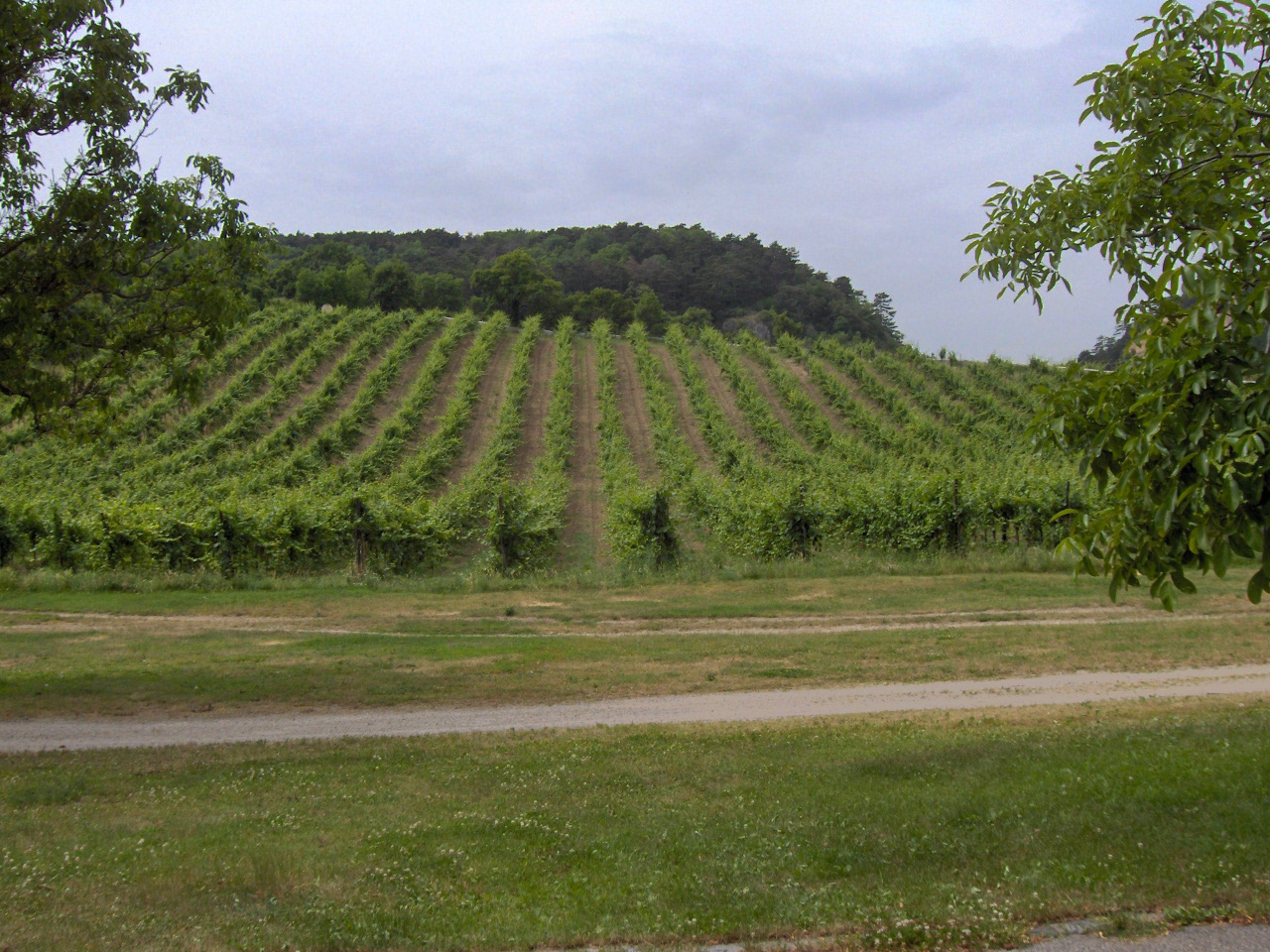
Gumpoldskirchen.vineyards

Gumpoldskirchen je znám kvůli svému vinařství. Obec patří do vinařského teplotního pásma. Pěstují se zde odrůdy Ziertfandler, Rotgipfler, jakož i Veltlín červený raný a Zelený veltlín. V neposlední řadě také Neuburg, vyznačený svou lahodnou chutí.
Dnes se najde mnoho „Heurigen“ s pěknými zahradami, takže i cestovní ruch nepřijde zkrátka. Vinaři si však stěžují, že obrat v posledních letech je nižší. Také mnoho turistů přijíždí z Vídně Jižní dráhou. S osobními auty se dá z obce přes vinné ulice dostat jak do Mödlingu, tak do Badenu u Vídně.
Vinobraní se koná dvakrát ročně v různých ulicích a těší se velké oblíbenosti.
Nejstarší víno Rakouska je bezcelní, od roku 1141 vyráběné nepřetržitě v cisterciáckém klášteře Heiligenkreuz.

### Živnosti a průmysl
Doplňkové jsou i některé průmyslové podniky, které se usídlili na východní rovinné části obce. Dlouhou dobu trvalo, než se Gumpoldskirchen stal nádhernou obcí Rakouska.

### Turismus
V Gumpoldskirchenu je velmi mnoho ubytovacích podniků, od těch s prostou snídaní až po ty čtyřhvězdičkové hotely. Informace se dostanou při příjezdu do obce v tak zvaném „Info-Points“, kde jsou informace o hotelích, penzionech a stravovacích zařízení. Turistická kancelář je naproti radnice v "Bergerhaus", která byla nedávno opět otevřena.

## Školy
- Obecná škola
- Hlavní a hudební škola
- Hudební škola Joea Zawinula

## Volný čas a sport
- Nordic Walking Area. Byla otevřena v červnu 2007 a zahrnuje pět turistických tras vesměs 30 km dlouhých.
- Jezdecký sport. V Richardshofu jsou stáje, kde jsou kurzy jízdy, tak i nabízené vyjížďky.
- Plavání. V Gumpoldskirchenu je koupaliště se skokanskou věží, velkou rekreační loukou a občerstvením, jakož i skluzavkou pro děti.
- Golf. V Richardshofu je golfové hřiště s 9 jamkami.
- Pěší túry a vycházky. Na úpatí Anningeru jsou stezky s informačními tabulemi o pěstování vinné révy v Gumpoldskirchenu, přes zvyky a podnebí. Dále je zde starý vinařský lis a rekonstruuje se stávající střelnice.

Dále je velmi hezká stezka např. do Mödlingu, k Chrámu husarů. V Anningeru na Gumpoldskirchenské straně se nachází největší jeskyně Vídeňského lesa – Dreidärrischenhöhle. Je asi 230 metrů hluboká s výškovým převýšením 19 metrů. V jeskyni jsou usídleni různí netopýři, v roce 1983 se část jeskyně zavalila, zaviněno trhacími pracemi blízkého kamenolomu. Do roku 1939 byla jeskyně přístupná prohlídce – v současné době byl vytvořen druhý umělý vstup.
- Tenis, Stolní tenis. Ke sportovnímu spolku Atus Gumpoldskirchen (u kanálu) náleží čtyři tenisové dvorce, jakož i hala pro stolní tenis. Zde se v zimě také konají zimní srazy lučištníků.

## Kultura

### Sbory
V Gumpoldskirchen „Gumpoldskirchner Spatzen“ (založený 1949). Je to dětský sbor, který již několikrát vystupoval v zahraničí, mezi jiným byl již několikrát v Japonsku. Sbor vystupoval již také ve Vídeňské státní opeře. Každoročně má vystoupení v ORF rozhlasu v pořadu Světlo do temnot.

### Bergerhaus
V 16. století byl postavený Bergerův dům, je v držení obce a je k dispozici pro pořádání pravidelných vernisáží a výstav. Mnozí umělci zde vystavují i celý rok.

### Černý orel
Hostinec „Schwarzer Adler“, je starý hostinec, který byl léta prázdný a pustl, než v devadesátých letech byl originálně obnovený. Najde tam své místo kultura jako čtení, koncerty, kabarety nebo biograf pod hvězdami.

### Starý dům cechů
Starý cechový dům byl postavený prokazatelně v roce 1549 na Kirchenplatzu. V komplexu budov je gotický sklep, jako základy pocházející ze 14. století. Od roku 1905 je dům ve vlastnictví rodiny Krugů, kteří od 1970 v době provozují Heurigen.